# داوود سعد
داوود سعد (انگلیسی: Dawood Saad؛ زادهٔ ۴ نوامبر ۱۹۸۸) بازیکن فوتبال اهل بحرین است.
از باشگاه‌هایی که در آن بازی کرده‌است می‌توان به باشگاه ورزشی الرفاع اشاره کرد.
وی همچنین در تیم ملی فوتبال بحرین بازی کرده‌است.